# Lopinga lehmanni
Espèce
Lopinga lehmanni est une espèce de lépidoptères (papillons) de la famille des Nymphalidae et de la sous-famille des Satyrinae.
Originaire du Népal, elle a été décrite en 1980 par l'entomologiste allemand Walter Forster, sous le nom initial de Crebeta lehmanni.